# Żeromin Drugi
Żeromin Drugi – część wsi Grochy-Serwatki w Polsce, położona w województwie mazowieckim, w powiecie pułtuskim, w gminie Gzy.
W latach 1975–1998 Żeromin Drugi administracyjnie należał do województwa ciechanowskiego.